# Monsieur Vénus
Monsieur Vénus est un roman de l'écrivaine symboliste Rachilde (pseudonyme de Marguerite Eymery). Publié pour la première fois en 1884, il s'agit de son deuxième roman. À cause de son contenu érotique, il a fait l'objet de controverses juridiques et de scandales publics, qui ont contribué à la notoriété de Rachilde,.
Le roman décrit les expériences amoureuses et érotiques d'une jeune noble française, Raoule de Vénérande, dont la quête de plaisir sexuel passe par la création d'une nouvelle identité. Pour échapper à l'ennui lié à son appartenance à la classe supérieure, elle transgresse les normes sociales, les rôles de genre et la moralité sexuelle,.

## Histoire de l'œuvre
Rachilde était parfois assez variable lorsqu'elle évoquait sa vie privée ;  les raisons qui l'ont incitée à écrire Monsieur Vénus n'échappent pas à cette souplesse. Selon Maurice Barrès, elle a écrit le roman alors qu'elle était encore vierge, lorsqu'elle n'avait pas encore vingt ans (c'est-à-dire avant 1880). Rachilde a raconté l'avoir écrit alors qu'elle souffrait d'hystérie après que le poète Catulle Mendès eut rejeté ses avances amoureuses, ou bien de manière cathartique, en souvenir des maltraitances de sa mère sur son père ; ou simplement pour créer un scandale et accéder à la notoriété,.
Quelles que soient les circonstances dans lesquelles il a été écrit, l'ouvrage a été publié pour la première fois, en 1884, à Bruxelles, par l'éditeur Auguste Brancart avec la dédicace, « Nous dédions ce livre à la beauté physique », et un avertissement : toute femme pourrait secrètement nourrir les mêmes désirs que l'héroïne dépravée de Monsieur Vénus. Comme il était courant à l'époque, le roman a été publié en feuilletons avant de paraître en un seul volume,.
Le nom de Rachilde, est associé à  un co-auteur, Francis Talman (qui semble n'avoir rien écrit d'autre ni avant ni après). « Talman » a probablement été créé pour co-assumer la responsabilité de l'obscénité du roman, tout comme Rachilde avait une fois essayé de convaincre ses parents que le contenu obscène dans son œuvre était la faute d'un esprit suédois du XVIe siècle, « Rachilde »,.
Trois tirages de la première édition furent publiés. Les deuxième et troisième tirages reposaient sur la première édition révisée avec une nouvelle couverture et certains passages en moins. Bien que peu de choses aient été retirées, les changements ont atténué la dimension obscène du roman et peuvent avoir constitué une tentative infructueuse d'éviter les poursuites judiciaires,.
La première édition française, elle, a été publiée en 1889. L'éditeur Félix Brossier assura dans l'introduction que Rachilde était le seul auteur de Monsieur Vénus, en expliquant que du contenu provenant d'un collaborateur anonyme avait été supprimé : en plus de maintenir les révisions antérieures, d'autres passages furent coupés, décrits par Rachilde comme les contributions de Talman. Brossier poursuivait en précisant que cette version éditée du roman était de la littérature et n'avait rien à voir avec le genre d'érotisme qui était « publié et vendu clandestinement ». Maurice Barrès a également donné de la crédibilité au roman grâce à une brève préface titrée "Complications d'amour", dans laquelle il louait l'écrivaine et préparait les lecteurs au contenu qui suivait. Cela a contribué à légitimer l'ouvrage pour un public français à la fois curieux et appréhensif face à ce roman belge censuré,.
Rachilde dédia l'édition de 1889 à Léo d'Orfer (né Marius Pouget), un ancien amant,. Cette édition a servi de base à toutes les éditions et traductions suivantes jusqu'à ce que le texte original de la première édition soit retrouvé et publié pour Monsieur Vénus : roman matérialiste (2004).

## Personnages principaux
- Raoule de Vénérande, une jeune noble et artiste, désabusée, qui tente de se créer une identité plus satisfaisante.
- Jacques Silvert, un fleuriste modeste qui est l'objet des désirs et des manipulations de Raoule.
- Marie Silvert, sœur de Jacques, prostituée ; elle est l'opposé féminin de Raoule.
- Le Baron de Raittolbe, un ex-officier des hussards, prétendant de Raoule ; il incarne l'opposé masculin de Jacques.
- Elisabeth, la tante de Raoule, la voix conservatrice de l'ordre social et moral.

## Résumé
Raoule de Vénérande s'ennuie de sa vie et de ses prétendants habituels. Elle noue une relation avec un jeune fleuriste aux revenus modestes, Jacques Silvert, qu'elle paye en échange de ses faveurs. Grâce à des humiliations croissantes, elle fait de son amant, qui était auparavant un jeune homme faiblement androgyne, une figure féminisée.
L'un des prétendants de Raoule est le baron de Raittolbe, un ancien officier des hussards. Raoule transgresse davantage les normes de sa classe sociale en éconduisant Raittolbe et en épousant Silvert, qu'elle appelle parfois son « mari » mais dont le comportement se rapproche de celui d'une épouse. Lorsque de Raittolbe, furieux, bat Silvert, Raoule commence à maltraiter son amant encore plus ouvertement. De Raittolbe, méprisé, profite de la compagnie de Marie, la sœur de Silvert, qui est prostituée.
Silvert essaye bientôt de séduire de Raittolbe lui-même. Jalouse et déçue que son projet de créer un amant parfait ait échoué, Raoule incite de Raittolbe à provoquer Silvert en duel. Leurs connaissances ne comprennent pas les raisons de ce duel, ni pourquoi Raoule pousse de Raittolbe à changer les termes du duel, qui passe de « au premier sang » à « à la mort ». De Raittolbe remporte le duel en tuant Silvert.
Le deuil de Raoule est plutôt inattendu. Elle crée un mannequin en cire de Silvert avec de vrais cheveux, dents et ongles provenant vraisemblablement du cadavre de Silvert. Dans l'explicit, Raoule installe le mannequin macabre dans une chambre secrète et vient tous les soirs le contempler, en portant des vêtements de deuil, parfois féminins, parfois masculins. Chaque nuit, elle enlace le mannequin et embrasse ses lèvres, qui s'animent mécaniquement pour lui rendre ses baisers,,,.

## Thèmes principaux
Le titre du livre annonce quelques-uns de ses thèmes. Le nom « Vénus » introduit la tonalité érotique, et l'association du masculin « Monsieur » avec le nom de la déesse féminine suggère la subversion des genres qui domine dans le récit. Le titre rappelle également l'utilisation de mannequins féminins en cire appelés Vénus anatomiques dans les cours d'anatomie du XVIIIe siècle, anticipant la fin du roman.
Un thème majeur domine tous les autres : Raoule ne recherche ni une échappatoire, ni le plaisir sexuel. Elle ne cherche même pas à se « découvrir » elle-même. Elle veut avant tout se créer une nouvelle identité, plus satisfaisante que le rôle social monotone et pesant qui lui est imposé.

### L'ordre social
Ce n'est pas un hasard si Raoule de Vénérande, désabusée et lassée, appartient à la classe supérieure, qui représentait alors le comble du conformisme pour les écrivains décadents. L'hystérie à laquelle elle semble être en proie est l'excuse parfaite pour échapper aux contraintes de sa classe sociale. Non seulement elle entretient une liaison avec un homme de la classe inférieure, mais elle le paie pour ses faveurs, ce qui en fait non pas sa maîtresse, mais son gigolo. Ainsi, elle se marie hors de sa classe sociale, et épouse un prostitué,,.
Surtout, Raoule suit l'exemple des décadents pour subvertir son rang social. Elle n'abandonne pas sa richesse et ses privilèges, mais les utilise à son avantage et au mépris de l'ordre social qui lui assure cette position. Raoule revendique sa liberté en se transformant en dandy.

### Les rôles de genre
Le renversement des rôles de genre dans Monsieur Vénus est double. Premièrement, il y a une inversion fondamentale des rôles dans les rapports de pouvoir entre Raoule et Silvert. Au-delà du travestissement, Raoule assume des rôles traditionnellement masculins : elle poursuit l'objet de son désir et exige de son amant qu'il lui obéisse. Elle est aussi son agresseur, et un meilleur agresseur que de Raittolbe. De même, à la fin, elle fait de Raittolbe son tueur à gages, prouvant une fois de plus sa supériorité en tant qu'homme,.
L'œuvre engage d'autre part une réflexion sur la nature profonde de l'identité de genre. Raoule considère Silvert comme une figure androgyne avec quelques caractéristiques féminines qu'elle amplifie par la suite. En un sens, grâce à ses mauvais traitements impitoyables, elle lui permet de se trouver une identité plus stable. Parfois, il se fait appeler « Marie », le nom de sa sœur. Par le même procédé, Raoule subvertit sa propre identité, si bien qu'à partir d'un moment, Silvert la supplie de n'être plus qu'un homme. À la fin du roman, Raoule semble ne pas avoir d'identité de genre unique, apparaissant parfois comme une femme, parfois comme un homme.

### La sexualité
Son contemporain et ami Jules Barbey d'Aurevilly fit un jour cette remarque à propos de Rachilde : « Une pornographe, oui, elle en est une, mais si distinguée, ! » En effet, Raoule ne féminise pas Jacques car elle est attirée par les femmes. Elle ne s'intéresse pas à Marie et elle affirme à de Raittolbe qu'elle n'est pas lesbienne. En fait, Raoule utilise la sexualité pour échapper à son ennui et pour modeler son identité. Afin d'y parvenir, elle explore et prend plaisir au travestissement, à l'humiliation, au sadomasochisme et à des pratiques qui s'apparentent au pygmalionisme et à la nécrophilie,.

### L'illusion et l'Idéal impossible
Raoule manifeste tout au long du roman la volonté d'aller de plus en plus loin à la recherche d'une expérience idéale, dont elle se rend compte qu'elle n'existe pas. Elle finit par se tourner vers l'illusion, l'artifice et la force de sa propre volonté, puisque la réalité ne lui permet pas de satisfaire ses désirs,. En cela, Raoule est rejointe par d'autres membres du mouvement décadent. Dans À Rebours, Joris-Karl Huysmans affirme que les créations humaines sont plus belles que les créations naturelles, et que la frontière entre le rêve et la réalité dépend seulement d'un acte de la volonté humaine. Plus tard, l'écrivain décadent tchèque Arthur Breisky soutiendra la primauté de la belle illusion sur la réalité. Rachilde replace alors la transformation de Silvert dans ce contexte, puisque Raoule supplante son amant par un objet de sa propre fabrication, inspiré de lui mais amélioré grâce à sa créativité.

## Controverses et modifications
Les autorités belges ont été particulièrement sévères lors de l'action en justice intentée contre Monsieur Vénus. Un procès eut lieu pour outrage aux mœurs, et l'écrivaine fut reconnue coupable par contumace ; le tribunal la condamna à payer plusieurs amendes et à deux ans de prison. Les fonctionnaires belges confisquèrent et détruisirent tous les exemplaires du livre qu'ils purent trouver. Si le caractère obscène de l'œuvre est assez évident au regard des lois de l'époque, l'éditeur était déjà surveillé, ce qui a probablement contribué à la rapidité et à la rigueur de leur réaction. De son côté, Rachilde n'est plus retournée en Belgique, ce qui lui a permis d'échapper à sa peine. Les autorités françaises l'ont cependant placée sous surveillance ; Brancart a alors caché la plupart de ses copies personnelles du livre, bien qu'aucune autre action en justice n'ait été engagée contre elle,.
Les corrections apportées à la première édition visaient sans doute à éviter les mêmes sanctions qu'en Belgique, en atténuant certains passages obscènes. Ainsi, dans la nouvelle édition, une description de Raoule éprouvant un orgasme alors qu'elle rêvait de Silvert (au chapitre 2) a été retirée, et la scène de nécrophilie implicite abrégée. Dans l'édition originale, après avoir décrit comment Raoule embrassait le mannequin et comment ses mécanismes lui permettaient de l'embrasser en retour, Rachilde précisait qu'il pouvait en même temps écarter les cuisses,,.
Lors de la préparation de l'édition française de 1889, le reste du contenu attribué à Talman a été retiré, principalement le chapitre 7. Ce chapitre se concentrait précisément sur le genre et la lutte pour la domination entre les deux sexes. Raoule y définissait notamment une méthode par laquelle les femmes pourraient écraser les hommes, en utilisant le plaisir sexuel afin de les contrôler et de les priver de leur masculinité,,.
Il convient de noter que ce chapitre était encore présent dans l'édition révisée de Brancart parue en 1885 et n'était donc pas soumis à la censure belge initiale. Il ne fut retiré qu'à partir de l'édition Brossier de 1885, année où Rachilde épousa Alfred Vallette, qui avait toujours détesté ce passage,,.
La citation choisie pour la couverture de l'édition de 1885 a également renforcé cette idée : « Être presque une femme, bon moyen de vaincre la femme . » La citation est tirée de « Mademoiselle Zuleïka », une nouvelle de Catulle Mendès dans laquelle il met en scène un homme qui prend conscience que le seul moyen de résister à l'autorité naturelle d'une femme est d'adopter la même coquetterie et les jeux de séduction féminins.
Une autre modification entre le tirage de 1885 et l'édition française de 1889 concerne le nom de la tante de Raoule, qui passa d'Ermengarde à Elisabeth,.

## Réception et influence
Au-delà des difficultés légales en Belgique, l'accueil a mêlé la titillation en raison du contenu érotique, la fascination pour le scandale et un certain amusement devant ces fantasmes sexuels décrits par une jeune écrivaine de vingt-quatre ans lors de la première édition. Même les amis et partisans de Rachilde ne pouvaient retenir un clin d'œil ou un ricanement en faisant l'éloge du roman.
C'est à propos de Monsieur Vénus que Paul Verlaine confia à Rachilde : « Ah ! Ma chère enfant, si vous avez inventé un vice nouveau, vous serez une bienfaitrice pour l'humanité ! » Dans sa préface à l'édition Brossier de 1889, Maurice Barrès décrit le livre comme dépravé, pervers et vicieux. Il le qualifie de « frénésie sensuelle et mystique », et le résume comme le rêve effroyable mais passionnant d'une jeune fille vierge souffrant de la même hystérie que son personnage principal,.
Il est indéniable que Monsieur Vénus et le scandale qui l'entoura renforcèrent la place de Rachilde sur la scène littéraire parisienne. Le simple nom de l'écrivaine associé à Charles Baudelaire dans un article de Maurice Barrès (« Mademoiselle Baudelaire ») suffit à l'époque à donner de la crédibilité à Rachilde auprès des cercles d'avant-garde.
Oscar Wilde lut le livre lors de son séjour en France en 1889. Il lui rendit hommage en nommant le livre qui piège Dorian Gray Le Secret de Raoul. On doit également à Monsieur Vénus d'avoir ouvert la voie à d'autres écrivaines, comme Colette, dans l'exploration du genre et de la complexité de la sexualité.